# مارهای بندجورابی سمی
مارهای بندجورابی سمی (نام علمی: Elapsoidea) نام یک سرده از تیره کفچه‌ماران است.